# La Pendule noire
la Pendule noire est un tableau de Paul Cézanne datant de 1869-1870.
La pendule (qui n'a pas d'aiguilles) appartenait à Émile Zola, ami de Paul Cézanne. Il n'y a pas de point de fuite, presque toutes les lignes sont horizontales ou verticales. Les couleurs sont sombres et froides. C'est une scène de genre. Cette peinture appartient à une collection privée. Le rouge du coquillage attire l'oeil et surprend le spectateur.